# Pietro Piacentini
Pietro Piacentini (Varmo, 26 novembre 1898 – Como, 25 novembre 1963) è stato un generale e aviatore italiano, decorato con quattro Medaglie d'argento ed una di bronzo al valor militare, e con la Croce di Cavaliere dell'Ordine militare di Savoia. Tra il 19 giugno e il 12 dicembre 1944 ricoprì l'incarico di Ministro dell'aeronautica nel governo Bonomi II, assumendo nel contempo anche la carica di Capo di stato maggiore dell'Aeronautica Militare.

## Biografia
Nacque a Varmo il 26 novembre 1898. Arruolatosi nel Regio Esercito nel pieno della prima guerra mondiale, nel novembre 1917 fu nominato sottotenente di complemento dell'arma di artiglieria. Assegnato al corpo di spedizione italiano in Macedonia, dopo la fine del conflitto proseguì la carriera militare presso l'8º Reggimento di artiglieria da fortezza, il 2º Raggruppamento artiglieria da montagna che era stato mobilitato per Salonicco, il 34º Reggimento artiglieria da campagna ed il 3º Reggimento artiglieria.
Nell'agosto 1920 entrò in servizio permanente effettivo con il grado di tenente, ed appassionatosi al mondo dell'aviazione conseguì il brevetto di pilota nell'ottobre 1922, e di pilota militare nel febbraio 1923. Il 16 ottobre dello stesso anno, abbandonò il Regio Esercito transitando nella neocostituita Regia Aeronautica.
Fra il 1923 ed il 1937 ricoprì diversi incarichi presso il Centro aviazione caccia di Ghedi, l’aviazione del Regio corpo truppe coloniali della Cirenaica, il 21º Stormo, il 19º Stormo, il 13º Stormo, il 3º Stormo Caccia Terrestre, il 9º Stormo Bombardamento Terrestre, nonché presso la Regia Accademia Aeronautica di Caserta e la Scuola di guerra aerea di Firenze. 
Al 15 gennaio 1936 divenne comandante del XXIX Gruppo, al cui comando partecipò alla guerra d'Etiopia.
Tra il luglio 1937 e il dicembre 1939 ricoprì l'incarico di Sottocapo di stato maggiore del Comando aeronautica dell'Africa Orientale in A.O.I.. Dopo l'entrata in guerra del Regno d'Italia, avvenuta il 10 giugno 1940, partecipò alle operazioni belliche contro gli inglesi, cadendo prigioniero ad Assab nel giugno 1941. Trasferito in un campo di prigionia in Kenya, venne poi mandato in India, e dopo la firma dell'armistizio dell'8 settembre 1943, nel dicembre dello stesso anno rientrò in Italia, assumendo il 27 dello stesso mese il comando dell'Unità Aerea dell'Aeronautica Cobelligerante Italiana.
Il 19 giugno 1944 fu nominato uno dei Ministro dell'aeronautica nel governo Bonomi II, assumendo nel contempo anche la carica di Capo di stato maggiore, con il grado di generale di divisione aerea. La caduta del governo Bonomi, e il mutato scenario politico decretarono la fine della sua carriera. Dopo la fine della guerra fece parte della Consulta nazionale, aderendo in seguito al Partito Socialista Italiano. Si spense a Como il 25 novembre 1963.

## Pubblicazioni
- SOS dell'Aviazione Civile Italiana, verità e documenti, convenzione firmata l'11 febbraio 1946 dall'Aeronautica italiana e la Transcontinental and Western Air, Tipografia regionale, Roma, 1947.

### Fonti
1. 1 2  Ufficio Storico dell'Aeronautica Militare 1969, p. 151.
2. 1 2 3 4 5 6 7 8 9 10 11  Aeronautica Difesa.
3. 1 2 3 4 5  Beni Culturali.
4. ↑  Bollettino Ufficiale, disp.26, pag.1034.
5. ↑  Registrato alla Corte dei conti il 18 marzo 1929.